# Mehdi Haji Mousaei
Mehdi Haji Mousaei Nafouti (persiska: مهدی حاجی‌موسایی), född 29 juni 2004, är en iransk taekwondoutövare.

## Karriär
Vid asiatiska mästerskapen 2022 i Chuncheon tog Haji Mousaei silver i 58 kg-klassen efter en finalförlust mot sydkoreanske Bae Jun-seo. Vid Islamic Solidarity Games 2021 i Konya, som arrangerades 2022, tog han brons i 54 kg-klassen. Vid VM 2022 i Guadalajara tävlade Haji Mousaei i 54 kg-klassen och blev utslagen i sextondelsfinalen av kinesiske Zhou Xiao.
Vid VM 2023 i Baku tävlade Haji Mousaei i 54 kg-klassen och blev utslagen i sextondelsfinalen av spanske Hugo Arillo. Vid sommaruniversiaden 2021 i Chengdu, som arrangerades 2023, tog han guld i 54 kg-klassen efter att ha besegrat uzbekiske Omonjon Otajonov i finalen. Vid asiatiska spelen 2022 i Hangzhou, som arrangerades 2023, tog Haji Mousaei silver i 58 kg-klassen efter en finalförlust mot sydkoreanske Jang Jun. Under 2023 tog han även två medaljer i 58 kg-klassen i Grand Prix (guld i Paris och silver i Rom).
Vid asiatiska mästerskapen 2024 i Da Nang tog Haji Mousaei guld i 58 kg-klassen efter att ha besegrat sydkoreanske Park Tae-joon i finalen.